# Ledlås
Ett ledlås är ett grepp som utförs genom att översträcka en led utöver dess maximala ändlägen, vilket orsakar en intensiv smärta. Detta utnyttjas inom ett antal kampsporter som exempelvis escrima, judo, jiu-jitsu, brasiliansk jiu-jitsu, hapkido och wing chun och är ett effektivt sätt att få någon att ge upp kampen. I många budo-sporter, som judo och jiujitsu, kallas teknikerna för Kansetsu-waza (armlåsteknik) medan de i kinesisk stridskonst kallas chin na (att fånga och kontrollera). Ledlåsen kan delas in i fem kategorier:
- Armlås Bryter antingen mot armbågsleden, det enda ledlåset tillåtet i judo,[3] eller mot axelleden (exempelvis polisgreppet).
- Benlås, bryter mot antingen höftleden, fotleden eller knäleden, något som används i exempelvis brasiliansk jiu-jitsu och sambo.
- Mindre ledmanipulation, avser lås mot fingerled och tåleder.
- Ryggradslås, avser lås mot ryggraden, vanligtvis applicerat på nacken. sådana tekniker är förbjudna i stort sett all kampsport.
- Handledslås, bryter mot handleden. Vanlig teknik i exempelvis Jujutsu, Aikido, Hapkido och Shorinji Kempo. Tekniker av detta slag är förbjudna i tävlingssammanhang i Judo och Sambo, men kan fortfarande tränas som Kata.